# Barnstorming
Barnstorming is een computerspel voor de Atari 2600, uitgebracht in 1982 door Activision. Het spel is ontworpen door Steve Cartwright. 
In juli 2010 kwam het spel beschikbaar in de Game Room van Microsoft. Hierdoor kwam het spel beschikbaar voor de Xbox 360 en Windows.

## Gameplay
De speler moet met een dubbeldekkervliegtuig door een serie boerderijen vliegen. Men moet echter de windmolens, windwijzers en ganzen ontwijken, deze verminderen de snelheid van de speler.
Het spel bevat vier levels. Het eerste level, genaamd Hedge Hop telt 10 boerderijen. Crop Duster, het tweede level, telt 15 boerderijen. In level 3, Stunt Pilot, moet de speler door 15 boerderijen vliegen. Ten slotte moet men in het vierde level, wat de naam Flying Ace draagt, door 25 boerderijen vliegen. De indeling van de eerste drie levels is altijd gelijk, het vierde level bevat een willekeurige parcours.

## Ontvangst
| Beoordeeld door       | Jaar | Score |
| --------------------- | ---- | ----- |
| Le Geek               | 2008 | 80%   |
| Tilt                  | 1982 | 67%   |
| All Game Guide        | 1998 | 60%   |
| Retro4Ever            | 2012 | 52%   |
| The Video Game Critic | 2004 | 25%   |